# Operacja Plover
Operacja Plover − australijsko-holenderska operacja wojskowa przeprowadzona w lipcu 1942 roku, mająca za zadanie odzyskanie kontroli nad kilkoma niewielkimi wyspami w pobliżu Holenderskich Indii Wschodnich (dzisiejszej Indonezji), na północ od Darwin. Aliantom udało się przerzucić trzy niewielkie garnizony, ale pomimo tego wyspy zostały w kilka tygodni później zajęte przez siły japońskie.

## Tło historyczne
W marcu 1942 część wysp należących do Holenderskich Indii Wschodnich nie znajdowała się jeszcze pod okupacją japońską, niemniej na wielu wyspach panowały bardzo silne projapońskie sentymenty. Holandia nie utrzymywała na większości wysp żadnych garnizonów wojskowych, co stawiało lokalne siły policji w bardzo trudnej sytuacji. W czerwcu 1942 przeciwko obecności Holendrów zbuntowała się między innymi rdzenna ludność w Saumlaki (Wyspy Tanimbar) i Toeal (Wyspy Kai). Pomimo że sytuacja została opanowana przez miejscowe siły policji, 5 maja z Saumlaki ewakuowano 24 cywili, którzy przybyli do Darwin 7 maja na pokładzie HMAS „Warrnambool”.
Zdając sobie sprawę ze strategicznego znaczenia tych wysp, 27 czerwca 1942 generał Douglas MacArthur poinstruował swojego szefa sztabu, generała Richarda Sutherlanda aby opracował plan okupacji tych wysp i przywrócenia porządku oraz kontroli nad nimi.

## Operacja
Do wykonania zadania przeznaczono niewielkie siły składające się z około 80 żołnierzy holenderskich. Alianci nie spodziewali się w tym czasie żadnej reakcji japońskiej. Do przewiezienia sił lądowych użyto fregaty HMAS „Warrnambool” i szkunera HMAS „Southern Cross”. Przed lądowaniami samoloty RAAF-u dokonały kilku lotów rozpoznawczych, dodatkowo bombardując wyspy tuż przed desantem sił lądowych Dobo (wyspy Aru) (12 lipca) i Saumlaki (13 lipca) w celu zastraszenia miejscowej ludności i zniechęcenia jej do prób stawiania oporu.
Na Toeal 12 lipca przerzucono oddział holenderski składający się z 27 podoficerów i żołnierzy pod dowództwem porucznika F. Hieronymusa, w tym samym dniu, Dobo zostało zajęte przez 41 żołnierzy holenderskich. Dodatkowo na Saumlaki wylądował 13-osobowy oddział pod dowództwem sierżanta Juliusa Tahija.
28 lipca przystąpiono do drugiej fazy operacji, zadaniem której miało być wzmocnienie niewielkiego garnizonu na Saumlaki. Do wykonania tego zadania przeznaczono okręt „Southern Cross” i kecz HMAS „Chinampa”. Tuż przed przybyciem do celu australijskich okrętów o 4:10 rano, 30 lipca na wyspie wylądował japoński desant w sile ok. 300 żołnierzy wyrzucony przez dwa okręty (najprawdopodobniej duże niszczyciele). Holenderscy obrońcy zadali atakującym im japońskim żołnierzom poważne straty, ale w wymianie ognia zginęło także siedmiu Holendrów. Sześciu pozostałych przy życiu obrońców schroniło się w buszu i do godziny szóstej wyspa znalazła się w japońskich rękach i japońskie okręty oddaliły się od wyspy. „Chinampa” i „Southern Cross” w tym czasie znajdowały się jeszcze w drodze na wyspę. Około 9.30 na „Southern Cross” doszło do awarii silnika i „Chinampa” weszła sama do przystani w Saumlaki, rzucając kotwicę w znacznej odległości od brzegu. Dowódca okrętu commissioned warrant officer Frederick John Henderson udał się na brzeg ale został ostrzelany i powrócił na pokład „Chinampy”, oczekując przybycia „Southern Cross”. Następnego ranka, po przybyciu drugiego okrętu, okręt „Chinampa” próbował podejść do mola w Saumlaki aby wysadzić tam desant australijskich żołnierzy i zaopatrzenie, ale ponownie został ostrzelany przez Japończyków. Dowódca okrętu został śmiertelnie ranny, ranny został także lieutenant W. F. Anderson i jeden marynarz. „Chinampa” i „Southern Cross” zrezygnowały z prób lądowania na wyspie i 2 sierpnia powróciły do Darwin. W późniejszym czasie pozostałym przy życiu holenderskim obrońcom wyspy udało się przedostać na wyspę Larat (także w archipelagu Tanimbar) i wraz z innymi uchodźcami przybyli na pokładzie statku na Wyspę Bathursta, 14 sierpnia. Sierżant Tahija został w późniejszym czasie odznaczony najwyższym holenderskim odznaczeniem wojskowym − Militaire Willems-Orde.
Pozostałe wyspy także zostały szybko zajęte przez Japończyków po desantach dokonanych 30 lipca. Toeal zostało zajęte przez kompanię i pluton japońskiej piechoty morskiej. Oddział holenderski stawił opór japońskiej inwazji, ale szybko został zepchnięty do dżungli. Z całego oddziału uratował się jedynie kapral Jered Malawau z kilkoma żołnierzami, którzy uciekli z wyspy na żaglówce. Pozostali żołnierze zostali wzięci do niewoli. Dobo zostało zajęte bez walki.
We wrześniu ponownie przybył na wyspy Aru, tym razam aby uratować niedobitków operacji Plover i innych żołnierzy, którym udało się uniknąć japońskiej niewoli. Okręt wyruszył z Darwin o godzinie 3:00, 15 września i przybył na wyspę Ngaibor wieczorem następnego dnia. Z wyspy uratowano jednego oficera i 40 żołnierzy holenderskich oraz jednego pracownika cywilnego z żoną i siedmiorgiem dzieci. Cała operacja Plover została określona jako „katastrofa” (disaster).